# Quartel Geral
Quartel Geral is een gemeente in de Braziliaanse deelstaat Minas Gerais. De gemeente telt 3.353 inwoners (schatting 2009).

## Aangrenzende gemeenten
De gemeente grenst aan Abaeté, Cedro do Abaeté, Dores do Indaiá, Martinho Campos, São Gotardo en Serra da Saudade en Tiros.